# Nana Stäcker
Mariana „Nana“ Stäcker (* 31. Mai 1990 in München; † 10. Januar 2012 in München) war die Initiantin der Organisation Nana - Recover your smile. Der eingetragene Verein ist darauf spezialisiert, krebskranken Frauen und Mädchen durch kostenloses Makeup und Fotoshootings eine Freude zu bereiten. In einer Sendung am 13. März 2013  berichtete stern TV über Nana Stäcker. Ihre Mutter Barbara Stäcker, die den Verein leitet, wurde 2017 mit dem Goldene-Bild-der-Frau-Preis und 2018 mit dem Elisabeth-Norgall-Preis ausgezeichnet.